# Castel Giubileo
Castel Giubileo è la seconda zona di Roma nell'Agro Romano, indicata con Z. II.

## Geografia fisica

### Territorio
Si trova nell'area nord della città, a ridosso e internamente al Grande Raccordo Anulare.
La zona confina:
- a nord con la zona Z. III Marcigliana[1]
- a est con la zona Z. IV Casal Boccone[2]
- a sud con la zona Z. I Val Melaina[3]
- a ovest con la zona Z. LVI Grottarossa[4]

## Storia
La storia dell'attuale Castel Giubileo si collega direttamente con l'antica città di Fidenae che, sulla base di testimonianze archeologiche, sorse intorno all'XI secolo a.C. in un'importantissima posizione strategica tra la via Salaria e la via Nomentana. Da qui dominava le vie commerciali poste tra l'Etruria, la Sabina e l'Italia meridionale, nonché il tratto navigabile del Tevere, ove avvenivano i traffici commerciali.
L'insediamento, circondato da mura, estendeva il suo controllo anche nella zona del Monte Sacro ed era fiorente - soprattutto in considerazione della fertilità del terreno (la vicinanza al fiume e la presenza di detriti vulcanici o tufi) - già prima della fondazione dell'Urbe.
Nel 1280 l'agro apparteneva al monastero di San Ciriaco. In seguito, il castello (castrum) fu acquistato da Bonifacio VIII, pare con il ricavato del Giubileo del 1300, da qui si vorrebbe la denominazione Castel Giubileo. In realtà il nome deriva da quello della famiglia Giubilei del rione Trevi, a cui apparteneva, ancora nel 1371, tal Buzio di Giubileo.

Sempre a causa dell'importanza strategica della postazione, Paolo Orsini lo assalì e lo occupò nel 1406. Si succedono nel periodo seguente storie di saccheggi e di depredazioni, che decretarono il completo abbandono del Castello fino alla fine dell'Ottocento, quando iniziò ad essere utilizzato per finalità di tipo agricolo.
L'insediamento urbano di oggi fu costruito dagli immigrati del secondo dopoguerra, provenienti da molte regioni italiane, a cominciare dai primi braccianti veneti, chiamati da Mussolini per la bonifica dell'agro romano.

## Monumenti e luoghi d'interesse

### Architetture civili
- Castel Giubileo, sulla salita di Castel Giubileo. Castello del XIV secolo. 41.988143°N 12.507333°E
- Casale di Villa Spada, su via Piteglio. Casale del XIX secolo. 41.978828°N 12.510286°E
- Ponte di Castel Giubileo, ponte del Grande Raccordo Anulare sul fiume Tevere, aperto nel 1951.

### Architetture religiose
- Chiesa di Santa Felicita e figli martiri, su via Don Giustino Maria Russolillo.

Parrocchia eretta il 16 luglio 1958 con il decreto del cardinale vicario Clemente Micara "Sanctissimus dominus".
- Chiesa dei Santi Crisante e Daria, su via Castignano.

Parrocchia eretta il 1º luglio 1964 con il decreto del cardinale vicario Clemente Micara "Quo pastorali studio".
- Chiesa di Sant'Innocenzo I papa e San Guido vescovo, su via Radicofani.

Parrocchia eretta il 1º marzo 1981 con decreto del cardinale vicario Ugo Poletti.
- Chiesa di Sant'Alberto Magno, su via delle Vigne Nuove.

Parrocchia eretta il 1º settembre 1983 con decreto del cardinale vicario Ugo Poletti "Seguendo l'esempio".
- Chiesa di Sant'Ugo, su viale Lina Cavalieri.
- Chiesa di San Giovanni della Croce a Colle Salario, su via Apecchio.

### Siti archeologici
- Casa protostorica di Fidene, su via Quarrata. Casa del IX secolo a.C.
- Villa di via Serrapetrona, su via Serrapetrona e via Belmonte Piceno. Villa del II secolo a.C.[6]
- Villa di Castel Giubileo (sito I), su via Force. Villa del I secolo a.C.[7] 41.98537°N 12.512944°E
- Villa di Castel Giubileo (sito XV), su via Piagge, via Monteciccardo. Villa del I secolo a.C.[8]
- Villa della Tenuta Serpentara (sito 1), su via dei Colli della Serpentara. Villa del I secolo a.C.[9]
- Villa della Tenuta Serpentara (sito 2), su via dei Colli della Serpentara. Villa del I secolo a.C.[10]
- Villa di via Cesco Baseggio, su viale Cesco Baseggio. Villa del I secolo a.C.[11]
- Basilica paleocristiana Beati Arcangeli in Septimo, sulla salita di Castel Giubileo. Basilica dell'età imperiale. 41.987217°N 12.507724°E
- Cisterna romana a Villa Spada, su via Maria Elena Bettini. Cisterna dell'età imperiale. 41.973072°N 12.506937°E

### Aree naturali
- Parco Carlo Marzano, da via Virgilio Talli. 41.964061°N 12.523381°E
- Parco delle Betulle, da viale Lina Cavalieri. 41.967642°N 12.511784°E
- Parco di Largo Labia, da largo Fausta Labia. 41.969335°N 12.521524°E

## Cultura

### Musei
- Museo della carta, della stampa e dell'informazione, su via Salaria. 41.967392°N 12.506125°E

## Geografia antropica

### Urbanistica
Nel territorio di Castel Giubileo si estendono le zone urbanistiche 4D Fidene, 4E Serpentara e parte della 4L Aeroporto dell'Urbe. Il borgo, incuneato tra la via Salaria e il fiume Tevere, è formato da tre nuclei distinti, tutti di estensione ridotta, uno dei quali posto sul piccolo rilievo dove spicca il castello omonimo.
I due nuclei posti ai piedi del rilievo si articolano in uno più grande posto a nord, in cui è presente un edificato composto in base a una sequenza di strade parallele comprese tra due elementi viari, che possono essere qualificati alla stregua di due assi insediativi principali (costituite dalle vie Grottazzolina e Montappone). All'estremità ovest di questo nucleo sono presenti piccole imprese artigiane, due alberghi, dal lato opposto un'altra struttura alberghiera. Il fronte commerciale (di modestissimo rilievo) si estende lungo l'asse posta a sud.
L'altro nucleo abitativo si articola a ridosso dell'argine del fiume Tevere: qui sono presenti la scuola elementare e l'asilo nido. Nel 2007 è stato inaugurato, al confine con la zona di Casal Boccone, il centro commerciale Galleria Porta di Roma, circondato da via Casale Redicicoli.

### Suddivisioni storiche
Del territorio di Castel Giubileo fanno parte le frazioni di Colle Salario e Villa Spada.

### Odonimia
Oltre agli odonimi della zona di Fidene (comuni della Toscana), Colle Salario (comuni delle Marche), vie e piazze della zona sono per la maggior parte dedicate ad attori e registi (specialmente nell'area di Serpentara) ed a cantanti lirici. Nella frazione di Villa Spada, vi sono alcune strade dedicate a santi e figure religiose. Gli odonimi della zona possono raggrupparsi nelle seguenti categorie:
- Attori, ad es. Via Ferruccio Amendola, Via Rosina Anselmi, Viale Cesco Baseggio, Viale Carmelo Bene, Largo Lyda Borelli, Via Ernesto Calindri, Via Mario Castellani, Via Adolfo Celi, Viale Gino Cervi, Via Luigi Cimara, Viale Titina De Filippo, Via Elsa De Giorgi, Via Tina Di Lorenzo, Via Franco Fabrizi, Via Franco Franchi, Via Sylva Koscina, Via Alberto Lionello, Piazza Giulietta Masina, Via Maria Melato, Largo Rina Morelli, Via Tina Pica, Via Salvo Randone, Via Stefano Satta Flores, Via Sergio Tofano, Via Gian Maria Volonté;
- Registi, ad es. Via Carlo Ludovico Bragaglia, Via Leonardo De Mitri, Via Giuseppe De Santis, Via Fratelli Corbucci[12], Via Alberto Lattuada, Via Nanni Loy, Via Giorgio Moser, Via Elvira Notari, Via Mario Soldati;
- Produttori cinematografici, ad es. Via Giuseppe Amato e Via Goffredo Lombardo;
- Cantanti lirici, ad es. Via Matteo Babini, Via Cesare Badiali, Piazza Marianna Benti Bulgarelli, Viale Lina Cavalieri, Via Nazzareno De Angelis, Piazza Fernando De Lucia, Via Bernardo De Muro, Via Mario Del Monaco, Largo Cloe Elmo, Via Erminia Frezzolini, Via Edoardo Garbin, Via Luigi Lablache, Via Gaspare Pacchiarotti, Via Ezio Pinza, Via Tito Schipa, Via Sorelle Tetrazzini[13];
- Religiosi, ad es. Via San Bernardino da Siena, Via Gaspare Bertoni, Via Maria Elena Bettini, Via Ludovico da Casoria, Via Francesco Antonio Marcucci, Via Annibale Maria Di Francia, Via San Massimiliano Kolbe, Via San Pietro Parenzo;
- Cantautori, ad es. Via Rino Gaetano e Largo Luigi Tenco;
- Città delle Marche, ad es. Via Monteciccardo, Via Belmonte Piceno, Largo Borgo Pace, Via Camerata Picena, Via Castelsantangelo sul Nera, Via Comunanza, Via Cupramontana, Via Fiastra, Via Grottazzolina, Via Montappone, Via Monte Giberto, Via Monte Urano, Largo Montedinove, Via Rapagnano, Largo Santa Vittoria in Matenano, Via Serrapetrona, Via Cossignano;
- Città della Toscana, ad es. Via Altopascio, Via Barberino di Mugello, Via Cortona, Via Incisa Valdarno, Via Lajatico, Via Pieve a Nievole, Via Quarrata, Via Radicofani, Via Rio nell'Elba, Via Sambuca Pistoiese, Via San Gimignano, Via Sansepolcro, Piazza Stia, Via Vernio;
- Conduttori televisivi, ad es. Via Corrado Mantoni.

La zona è attraversata da un viadotto, tre tratti del quale sono dedicati ai presidenti della Repubblica Italiana Sandro Pertini, Antonio Segni e Giuseppe Saragat.

## Infrastrutture e trasporti
Castel Giubileo è servita dalla stazione di Fidene, posta lungo la ferrovia Firenze-Roma e servita da treni regionali operati da Trenitalia nell'ambito del contratto di servizio stipulato con la Regione Lazio.
Fra il 1906 e il 1932 la località era servita da una fermata della tranvia Roma-Civita Castellana, gestita dalla Società Romana per le Ferrovie del Nord (SRFN).